# Катакомбе Капуцинера
Катакомбе Капуцинера (итал. Catacombe dei Cappuccini) су посмртне катакомбе у Палерму које данас представљају помало сабласну туристичку атракцију, али и изузетан историјски споменик.

## Историјат
Када је капуцинерски манастир у Палерму прерастао своје првобитно гробље у XVI веку, монаси су почели да ископавају крипту испод манастира. Године 1599. мумифицирали су једног представника братије, тек умрлог Силвестра да Ђубија (Silvestro da Gubbio), и његово тело ставили у катакомбе. Тела су дехидрирала на полицама од керамичких цеви у катакомбама, а касније опрана сирћетом. Нека тела су балсамована, а друга су затворена у запечаћене стаклене ковчеге. Монаси су били сачувани у свакодневној одећи и понекад са конопцима које су носили као знак покоре. Првобитно катакомбе су биле намењене само фратрима. Али у наредним вековима бити сахрањен у катакомбама постао је статусни симбол. По сопственој жељи, локални знаменити људи ће тражити да буду сачувани у одређеној одећи, или чак да се њихова одећа мења с времена на време.
Свештеници су носили своје одоре, а остали су обучени према моди доба у коме су живели. Рођаци су долазити да се моле за преминуле и да одржавају тело у пристојном стању. Катакомбе су одржаване преко донација родбине покојника. Свако ново тело је привремено смештано у нише, а касније на стално место. Све док су доприноси слати, тело је остајало на свом месту, али када је родбина престајала да шаље новац, тело је стављано по страни на полицу док плаћање није настављено.

## Организација простора
Последњи фратар, сахрањен у катакомбе 1871. године, је био брат Рикардо, али остали знаменити људи су и даље сахрањивани. Катакомбе су званично затворене 1880. Последњи сахрањени су 1920. Катакомбе садрже око 8000 мумија поређаних уз зидове. Ходници су подељени у категорије: мушкарци, жене, деца, девице, свештеници, монаси, и професије. Степен очуваности тела је веома различит. Нека тела су постављена у позама, на пример, двоје деце седе заједно у столици за љуљање. Ковчези су били доступни породицама преминулих, тако да су покојници могли да се "придруже" својој породици у молитви.

## Најлепша мумија на свету
Једна од последње сахрањених била је Розалија Ломбардо двогодишњакиња умрла 6. децембра 1920. Данас се она описује као најлепша мумија на свету (mummia più bella del mondo). Непромењена су остала не само мека ткива лица девојчице, него и очне јабучице, трепавице и коса, а такође и мозак и унутрашњи органи (што је откривено магнетном резонантном томографијом).

### Поступак балсамовања
Поступак балсамовања, у децембру 1920. године, обавио је професор Алфредо Салафија (Alfredo Salafia, 1869-1933) хемичар који је рођен и умро у Палерму. Салафијев поступак балсамовања био је изгубљен деценијама. По балсамовању тело је стављено у сандук који је изолован оловном фолијом и запечаћен воском да би се обезбедила херметичност.
Недавно је поново откривен Салафијев поступак, а он се састоји се од третмана формалином да убије бактерије, алкохолом да се исуши тело, глицерином да спречи пресушивање, салицилном киселином против гљивица и најважнијег састојка, цинка (цинк сулфат и цинк хлорид ) да да телу чврстину.
Формула: 1 део глицерина, 1 део формалина засићеног цинк сулфатом и хлоридом и 1 део раствора алкохола засићеног салицилном киселином.

## Неки од познатих људи сахрањених у катакомбама
- пуковник Енеа ди Ђулијано (у француској бурбонској униформи)
- Ђовани Патернити, вице конзул у Америци.
- Салваторе Манцела, хирург
- Лоренцо Марабити, вајар
- Филипо Пенино вајар
- син бега Туниса, који се преобратио у католицизам

За књижевника Ђузепеа Томазија ди Лампедузу (Giuseppe Tomasi di Lampedusa), који је сахрањен на гробљу поред катакомби, се понекад погрешно наводи да је сахрањен у катакомбама.